# Xoridesopus asperus
Xoridesopus asperus är en stekelart som beskrevs av Gupta 1983. Xoridesopus asperus ingår i släktet Xoridesopus och familjen brokparasitsteklar. Inga underarter finns listade i Catalogue of Life.